# Culicoides boophagus
Culicoides boophagus är en tvåvingeart som beskrevs av John William Scott Macfie 1937. Culicoides boophagus ingår i släktet Culicoides och familjen svidknott. Inga underarter finns listade i Catalogue of Life.